# Бенхима, Мохамед
Мохамед Бенхима бин Тайиб (араб.  محمد بنهيمة‎; 25 июня 1924, Сафи, Французский протекторат Марокко — 23 ноября 1992, Рабат) — марокканский политический и государственный деятель, премьер-министр Марокко (7 июля 1967 — 6 октября 1969), медик, доктор медицинских наук (1953).

## Биография
Изучал медицину в университете Нанси во Франции. Работал гинекологом.
В 1953 году защитил диссертацию о показаниях к кесареву сечению. С 1957 по 1958 год занимал пост министра здравоохранения Марокко, затем до 1960 года — советником в этом же министерстве. С 1960 по 1961 год был губернатором Агадира и Тарфая.
Политик. Член Фронта защиты конституционных институтов.
В 1961—1963, 1963—1965 и 1967 годах работал министром общественных работ, образования, молодежи и спорта (1965—1967).
С 7 июля 1967 по 6 октября 1969 года — премьер-министр Марокко.
Был министром внутренних дел Марокко (1972—1973 и 1977—1979), министром иностранных дел Марокко (1972—1974) и государственным министром по сотрудничеству (1973—1977).